# Wei Jingsheng
Wei Jingsheng (Peking, 20 mei 1950) is een Chinees mensenrechtenactivist en pleitbezorger van democratie in China.

## Leven
Zijn ouders waren trouwe aanhangers van de Communistische Partij van China; zelf was hij aanvankelijk geestdriftig lid van de Rode Garde en hing hij de idealen van de Culturele Revolutie aan, die was aangezwengeld door Mao Zedong.
Door de gruwelijkheden die de tijdens Culturele Revolutie in naam van de klassenstrijd werden begaan, draaide Wei bij en werd hij hoe langer hoe meer voorstander van democratie en een humaner China.
Vanaf 1978, het jaar dat Deng Xiaoping aan de macht kwam, ging er een sfeer van verlichting door China. Dat jaar deed Wei mee aan een manifestatie waarin burgers eisten dat het onrecht dat ze hadden doorstaan werd goedgemaakt. Met de vraag van Wei Wat is echte democratie? haalde hij zich de woede van de regering op de hals. Een jaar later, in 1979, ging hij nog een stap verder door Deng Xiaoping een vergelijkbare dictator te noemen als Mao Zedong was geweest. Tijdens een showproces werd hij tot 15 jaar gevangenisstraf en werkkamp veroordeeld.
In 1993 werd hij vrijgelaten. Wei ging door met zijn ijveren voor een humaner bewind en stelde de ernstige schendingen van de rechten van de mens ter discussie. Dit leidde opnieuw tot een veroordeling van ditmaal veertien jaar gevangenisstraf, wegens anticommunistische samenzwering. Tijdens zijn gevangenschap werd hij mishandeld door medegevangenen en onder onmenselijke omstandigheden gevangen gehouden. Na grote internationale druk werd hij op 16 november 1997 vervroegd vrijgelaten en het land uitgewezen.

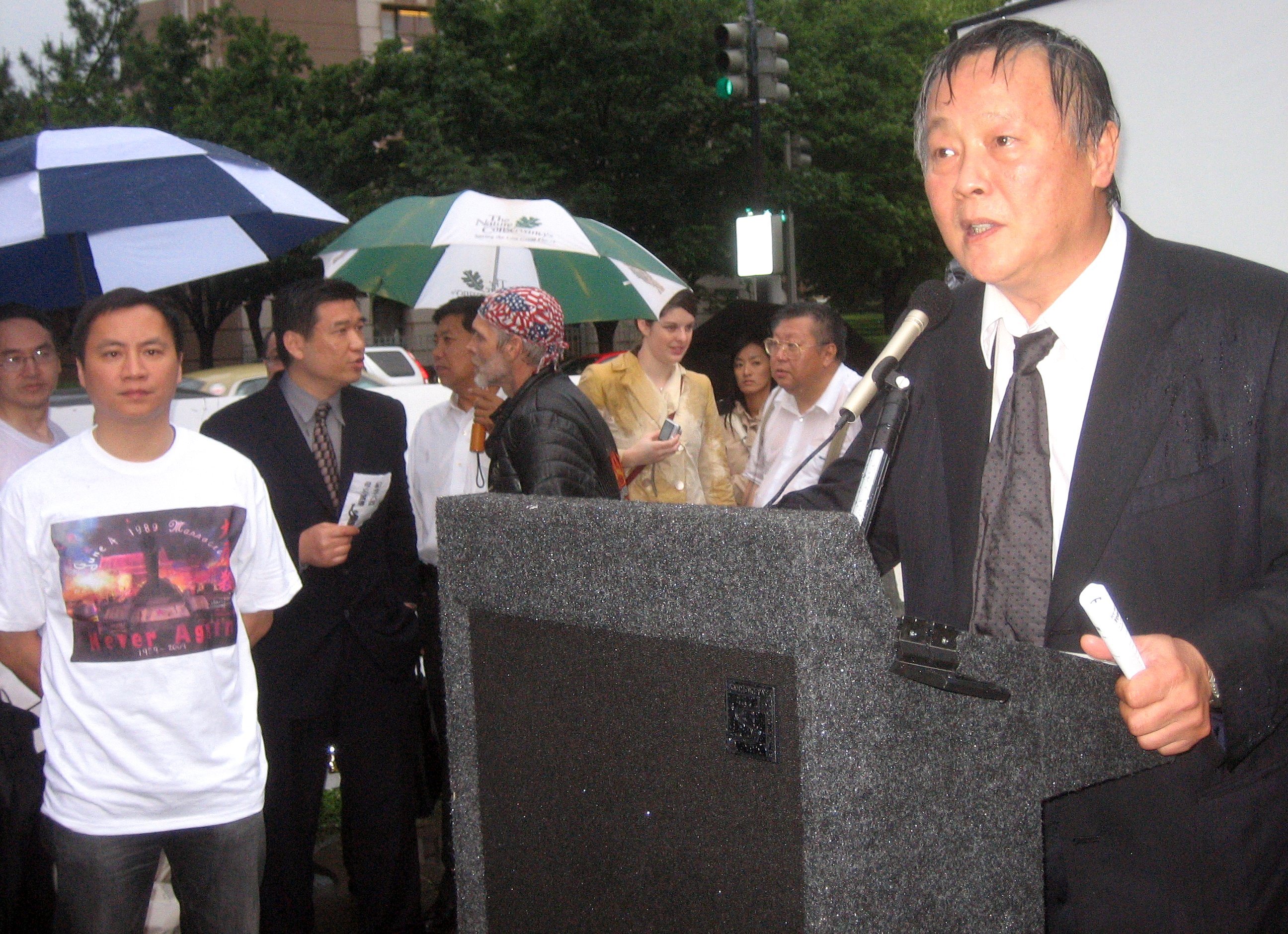
Wei's speech tijdens de herdenking van het Tiananmen-protest, in 2009

In de Verenigde Staten werd hij voorzitter van de Overseas Chinese Democracy Coalition (OCDC), opgericht in 1998, en richtte hij de Wei Jingsheng Foundation op. Ook erna bleef hij zich inzetten voor mensenrechten en de democratie in China.

## Onderscheidingen
In 1994 ontving hij de Olof Palme-prijs. In 1996 ontving Wei de Sacharovprijs voor de Vrijheid van Denken van het Europees Parlement, dat hem omschrijft als de vader van de democratische beweging in China. De Sacharovprijs is bestemd voor personen en organisaties die zich wijden aan de bescherming van de rechten en fundamentele vrijheden van de mens.

## Publicatie
- The Courage to Stand Alone. Letters from Prison and other Writings (red. en vert. Kristina M. Torgeson, met essays van Andrew J. Nathan, Liu Qing en Sophia Woodman), New York: Viking 1997